# Göran Färm
Göran Färm (ur. 17 października 1949 w Sztokholmie) – szwedzki polityk, dziennikarz, poseł do Parlamentu Europejskiego VI i VII kadencji.

## Życiorys
W 1971 uzyskał dyplom dziennikarza w Wyższej Szkole Dziennikarstwa w Sztokholmie. Pracował w różnych gazetach codziennych, od 1973 do 1976 był redaktorem naczelnym pisma "Frihet", wydawanego przez Socjaldemokratyczną Młodzież Szwecji. Zaangażowany później w działalność związkową w ramach LO (Szwedzkiej Konfederacji Związków Zawodowych), kierował m.in. jedną z komisji krajowych tej organizacji. Prowadził też własną firmę doradczą.
W latach 1991–1994 pełnił funkcję przewodniczącego Socjaldemokratycznej Partii Robotniczej w mieście Norrköping. Od 1994 do 1999 zasiadał w radzie miejskiej.
W latach 1995–1999 wchodził w skład Komitetu Regionów, pracując w Komisji Transportu. Następnie do 2004 był po raz pierwszy posłem do Parlamentu Europejskiego. Między 2005 a 2007 pełnił funkcję specjalnego doradcy szwedzkiej komisarz Margot Wallström. Objął następnie mandat eurodeputowanego VI kadencji. W wyborach w 2009 z listy SAP z powodzeniem ubiegał się o reelekcję. W PE VII kadencji przystąpił do grupy Postępowego Sojuszu Socjalistów i Demokratów oraz Komisji Budżetowej.